# سن-لئون-دو-استاندون، کبک
لئون-دو-اِستاندون (به فرانسوی: Saint-Léon-de-Standon) قصبه‌ای در منطقه شهری بلشاس ناحیه شودییر-آپالاش در استان کبک کانادا است. در سرشماری سال ۲۰۱۱ این قصبه ۱٬۳۰۶ نفر جمعیت داشته‌است و مساحت آن ۱۳۶٫۹ کیلومتر مربع است.